# Acer albopurpurascens
Acer albopurpurascens — вид квіткових рослин із роду клен (Acer).

## Морфологічна характеристика
Це невелике однодомне дерево до 15 м заввишки. Кора темна. Гілочки поточного року запушені, голі; зимові бруньки яйцеподібні, голі, війчасті по краю. Листки: листкові ніжки 1–3.5 см завдовжки, запушені; листові пластинки знизу білувато запушені, зверху голі, довгасті чи видовжено-ланцетні, 2.5–13 × 1–4 см, край цільний чи рідко злегка хвилястий, верхівка від хвостатої до загостреної. Суцвіття верхівкове, щиткоподібне; квітконоси густо запушені. Квіти дрібні. Чашолистків 5, кругло-яйцюваті. Пелюсток 5, видовжено-яйцюваті. Тичинок 8. Плід голий; горішки опуклі, ≈ 5 мм у діаметрі; крило з горішком 1.5–2.5 см × ≈ 6 мм, крила розведені на 50°–70°. Період цвітіння: квітень; період плодоношення: вересень.

## Середовище проживання
Цей вид є ендеміком Тайваню. Зростає в лісах на висотах 150–2000 метрів.

## Використання
Немає інформації.

## Синоніми
Синоніми:
- Acer hypoleucum Hayata
- Acer litseifolium Hayata
- Acer oblongum var. albopurpurascens (Hayata) S.S.Ying